# Ростовская улица (Владикавказ)
Ростовская улица — улица во Владикавказе, Северная Осетия, Россия. Находится в Иристонском и Промышленном районах между улицами Джанаева и Титова. Начинается от улицы Джанаева.
Пересекается с улицами Кирова и Льва Толстого.

## История
Улица сформировалась в середине XIX века. Впервые отмечена в Списке улиц Владикавказа от 1891 года под наименованием «Ростовская улица». В следующий раз обозначена под этим же наименованием в Перечне улиц, площадей и переулков от 1911 года и Перечне улиц, площадей от 1925 года.
На улице кроме частных домов находились здание Канцелярии лесничего Владикавказского округа (не сохранилось), Полицейское управление в доме Скоритовской.
14 октября 1948 года городской совет переименовал Ростовскую улицу в улицу Бритаева в связи с 25-летием со дня смерти писателя Елбыздыко Бритаева. 13 апреля 1954 года улице было возвращено её первоначальное наименование «Ростовская улица». В этот же день городской совет переименовал Колхозную улицу в улицу Бритаева.

## Объекты
Памятники культурного наследия
- д. 28 — Дом предпринимателя Казбекак Хуцистова
- д. 43 — Дом протоиерея И. Д. Мамацева.

Другие здания
- д. 19 — бывший «Дом специалистов», построенный в начале 1930-х годов для инженерно-технических сотрудников завода «Электроцинк» архитектором Павлом Шмидтом. В этом доме проживали:

1. Ефрем Иванович Осепян — первый директор завода «Электроцинк». Репрессирован в конце 1930-х годов.
2. Ефим Славский — инженер, начальник цеха, главный инженер, будущий Трижды Герой Социалистического Труда.
3. Арсений Дробышев — главный энергетик завода «Электроцинк», внук писателя Николая Чернышевского и советник министра среднего машиностроения СССР Е. П. Славского.
4. Булавцева Зинаида — журналист, редактор местной газеты «Молодой коммунист»

- Бывший дом Скоритовской на пересечении с улицей Кирова.
- Бывший дом конторы «Крайкустпромсоюза»